# Liste der Europaminister von Niedersachsen
Liste der Europaminister von Niedersachsen.

## Europaminister Niedersachsen (seit 1986)
| Name                                                                     | Amtsantritt                                    | Kabinett                                       | Partei                                         |
| Minister für Bundes- und Europaangelegenheiten                           | Minister für Bundes- und Europaangelegenheiten | Minister für Bundes- und Europaangelegenheiten | Minister für Bundes- und Europaangelegenheiten |
| ------------------------------------------------------------------------ | ---------------------------------------------- | ---------------------------------------------- | ---------------------------------------------- |
| Heinrich Jürgens                                                         | 9. Juli 1986                                   | Albrecht V                                     | FDP                                            |
| Jürgen Trittin                                                           | 21. Juni 1990                                  | Schröder I                                     | SPD                                            |
| Von 1994 bis 1996 war das Ressort der Staatskanzlei zugeordnet           |                                                |                                                |                                                |
| Minister der Justiz und für Europaangelegenheiten                        |                                                |                                                |                                                |
| Heidrun Merk                                                             | 5. November 1996                               | Schröder II                                    | SPD                                            |
| Wolf Weber                                                               | 30. März 1998 22. Oktober 1998                 | Schröder III Glogowski                         | SPD                                            |
| Minister für Bundes- und Europaangelegenheiten                           |                                                |                                                |                                                |
| Wolfgang Senff                                                           | 15. Dezember 1999                              | Gabriel                                        | SPD                                            |
| Von 2003 bis 2017 war das Ressort der Staatskanzlei zugeordnet           |                                                |                                                |                                                |
| Minister für Bundes- und Europaangelegenheiten und Regionale Entwicklung |                                                |                                                |                                                |
| Birgit Honé                                                              | 22. November 2017                              | Weil II                                        | SPD                                            |
| Wiebke Osigus                                                            | 8. November 2022                               | Weil III                                       | SPD                                            |
| Seit 2025 ist das Ressort der Staatskanzlei zugeordnet                   |                                                |                                                |                                                |
| Minister für Europa und Regionale Landesentwicklung                      |                                                |                                                |                                                |
| Melanie Walter                                                           | 20. Mai 2025                                   | Lies                                           | SPD                                            |